# The Wall Flower

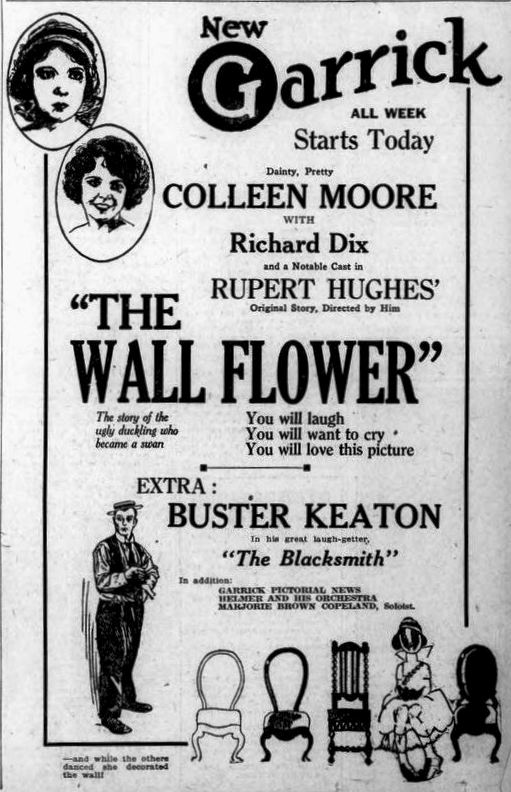
Annonce du film dans le Duluth Herald.

The Wall Flower est un film américain réalisé par Rupert Hughes et sorti en 1922.

## Fiche technique
- Réalisation : Rupert Hughes
- Scénario : Rupert Hughes
- Photographie : John J. Mescall
- Distributeur : Goldwyn Pictures
- Durée : 60 minutes
- Date de sortie : mai 1922

## Distribution

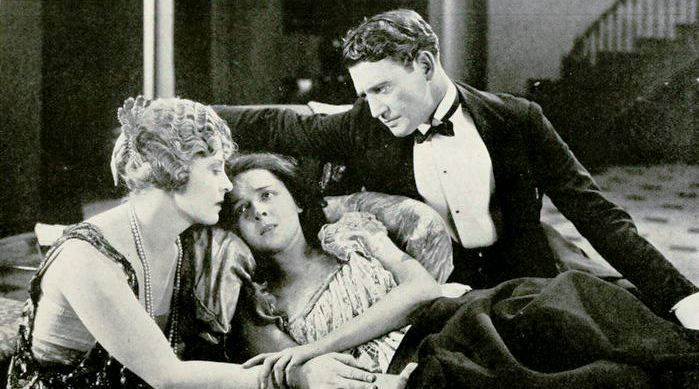
Gertrude Astor, Colleen Moore et Richard Dix, photo parue dans Photoplay Writing.

- Colleen Moore : Idalene Nobbin
- Richard Dix : Walt Breen
- Gertrude Astor : Pamela Shiel
- Laura La Plante : Prue Nickerson
- Tom Gallery : Roy Duncan
- Rush Hughes : Phil Larrabee
- Dana Todd : Allen Lansing